# نجوى ميلاد
نجوى ميلاد (المرسى، 12 مارس 1967) ممثلة تونسية لها العديد من الأعمال المسرحية والتلفزية والسينمائية. إشتهرت بحبها للمسرح وبجرأتها. وبرزت على الساحة الفنية التونسية عبر مسرحيتها للرجال فقط.

## أعمالها

### المسرح
- مسرحية للرجال فقط تحمل عديد القراءات من خلال الكوميديا السوداء، في حكاية ممثلة كبيرة أيضا في بلدها تحكي عن تجربتها مع الرجال من والدها وزوجها وابنها إلى الرجال الذين عرفتهم في مسيرتها وبعد طلاقها.[1]

- مسرحية هي وهي تحمل حكاية إمرأتين لا تعرفان بعضهما، لم تلتقيا قط، وليس لهما نفس الاهتمامات ولا نفس الرؤى. يجمعهما القدر في نفس الوقت بقاعة انتظار بأحد المطارات. يجبرهما القلق وطول الانتظار على تبادل الأحاديث والتواصل، بعد أن تلقت كل واحدة منهما دعوة للانتظار في المطار من نفس الرجل. الذي وصل لاحقا إلى المطار ولكن رفض لقائهما.[2][3]

### السينما
- 2016، عزيز روحو
- 2008، بوتليس (فيلم قصير)

## مواضيع ذات صلة
- المسرح الوطني التونسي